# Mega Man X6
Mega Man X6 — компьютерная игра в жанре платформера, разработанная и изданная компанией Capcom в 2001 году. Является шестой основной игрой серии Mega Man X. Первоначально вышла на игровой системе PlayStation в Японии 29 ноября 2001 года, позднее состоялся выпуск в Северной Америке и Европе.
Действие Mega Man X6 происходит в XXII веке, где люди сосуществуют с полностью разумными роботами, известными как «Реплоиды». События игры разворачиваются вскоре после Mega Man X5, где Реплоид Зеро пожертвовал собой для спасения Земли от глобальной катастрофы, вызванной главным антагонистом серии Сигмой. В процессе восстановления планеты появляется сущность под названием «Кошмар Зеро», распространяющая хаос, что вынуждает Икса начать расследование. Как и в предыдущих частях серии, игрок может проходить уровни в произвольном порядке, уничтожая противников с помощью стрельбы и получая уникальное оружие босса после прохождения каждого уровня. Особенностью этой части является возможность использования Иксом лазерного меча для ближнего боя. Персонаж Зеро становится доступным после прохождения скрытых опциональных уровней, и сохраняет свой фирменный стиль боя на мечах из предыдущих игр.
Известный художник и продюсер серии Кэйдзи Инафунэ не участвовал в разработке игры, поскольку планировал завершить серию на пятой части. Критики дали Mega Man X6 смешанные отзывы из-за повторяющегося сюжета и высокой сложности, обусловленной неудачным дизайном уровней. Среди фанатов игра часто считается одной из худших в франшизе. В 2006 году она была переиздана в составе североамериканского сборника Mega Man X Collection для GameCube и PlayStation 2, а также вошла в Mega Man X Legacy Collection 2 в 2018 году для других платформ.

## Игровой процесс
Игровой процесс Mega Man X6 схож с предыдущей игрой серии, Mega Man X5. Игра следует формуле серии: игрок выбирает последовательность прохождения восьми уровней, каждый из которых завершается сражением с боссом. Каждый уровень завершается сражением с боссом, после победы над которым Икс получает новое уникальное оружие. За основными уровнями следует фиксированная последовательность этапов, ведущих к финальному боссу. Изначально игрок управляет главным героем серии Иксом, который специализируется на стрельбе из X-бластера, а теперь также может использовать Z-саблю для ближнего боя. Как и в предыдущих играх, игроки могут находить и экипировать для Икса различные доспехи, дающие дополнительные способности. В начале игры Икс имеет Соколиную броню из Mega Man X5, а новые Теневая броня и Клинковая броня спрятаны по частям на восьми основных уровнях. Персонаж Зеро становится доступным после обнаружения и победы над боссом «Кошмар Зеро» и обладает уникальным набором способностей, включая более совершенный стиль боя Z-саблей и двойной прыжок.
Отличительной особенностью Mega Man X6 является система «Феномен Кошмара», которая при выходе с уровня по любой причине вызывает появление дополнительных эффектов или препятствий, называемых «Эффектами Кошмара», на других уровнях. Эти эффекты могут проявляться в виде маленьких неуязвимых противников или порывов ветра. Уровни с активным Эффектом Кошмара выделяются красным цветом на экране выбора этапов. Для каждого уровня предусмотрена определённая группа Эффектов Кошмара, которые могут быть к нему применены, причём активным может быть только самый последний Эффект Кошмара для конкретного уровня.
В Mega Man X6 значительно усилен акцент на спасении Реплоидов по сравнению с предыдущими частями серии. Если раньше за спасение игрок получал восполнение здоровья или дополнительную жизнь, то в Mega Man X6 наградой становятся дополнительные детали или другие постоянные улучшения. Спасение Реплоидов усложнилось с появлением Вируса Кошмара — противника, который при контакте превращает мирных Реплоидов в опасных «Мавериков», делая их спасение невозможным. Некоторые Реплоиды предоставляют предметы усиления, называемые «деталями» — механика, вернувшаяся из Mega Man X5. В отличие от предыдущей части, детали теперь прикрепляются не к броне Икса, а к самим персонажам. Количество деталей, которые можно экипировать одновременно, зависит от ранга игрока, повышаемого сбором «Душ Кошмара» — небольших предметов, выпадающих из побеждённых врагов типа Вирус Кошмара.

## Сюжет
События игры происходят в XXII веке, когда люди сосуществуют с человекоподобными роботами, известными как «Реплоиды». После инцидента с космической колонией «Евразия», едва не уничтожившего планету Земля, охотник на Мавериков Зеро числится пропавшим без вести и считается погибшим, в то время как его напарник Икс остаётся лучшим охотником на Майвериков в мире. Из-за падения космической колонии большая часть поверхности Земли стала непригодной для жизни, вынудив человечество укрыться под землёй. Разумный Реплоид-исследователь по имени Гейт, изучая место падения, обнаруживает необычный обломок. Через неделю Гейт теряет рассудок после тайных экспериментов с загадочным предметом и заявляет о своём намерении превратить Землю в утопию для элитных Реплоидов.
Оператор охотников Алия направляет Икса на место крушения для расследования происходящих там беспорядков. Во время выполнения миссии X мельком встречает призрачное существо, напоминающее Зеро. Затем Икс сталкивается с учёным-Реплоидом по имени Айзок и его практически неуязвимым подчинённым Хай Максом. Они разыскивают существо, похожее на Зеро, названное «Кошмаром Зеро», которое распространяет опасный «Вирус Кошмара». Этот вирус искажает восприятие реальности у Реплоидов, заставляя их наносить вред себе и окружающим, превращая в мятежников — «Мавериков». Айзок призывает всех Реплоидов присоединиться к борьбе с Вирусом Кошмара и направляет восемь Реплоидов-«Исследователей Кошмара» в зоны с повышенной активностью вируса. Икс следует за Исследователями в эти области и вступает с ними в бой по мере их заражения. После победы над каждым из них Алия постепенно раскрывает свою историю в качестве бывшей коллеги Гейта; Гейт создал Исследователей во время их совместной работы, однако группа завистливых конкурентов уничтожила каждого из них в серии инсценированных несчастных случаев.
Помимо основного сюжета, Икс может также встретить и победить Кошмар Зеро. Вслед за этим появляется настоящий Зеро, который не понимает, как ему удалось выжить после сражения с Сигмой. Несмотря на это, он воссоединяется с Иксом и снова вступает в ряды охотников на Мавериков для дальнейшего расследования Вируса Кошмара. Впоследствии Икс и Зеро могут обнаружить и сразиться с Хай Максом, победив его в бою.
После победы над восемью Исследователями или Хай Максом с Иксом и Зеро связывается Гейт. Он раскрывает, что предметом, найденным им на месте крушения, был фрагмент ДНК Зеро. Эта ДНК свела Гейта с ума, и он использовал её для создания Кошмара Зеро, Вируса Кошмара и Хай Макса, чтобы помочь построить свою утопию. Охотники отправляются в лабораторию Гейта, чтобы остановить его планы. После поражения Гейта он признаётся, что занимался восстановлением Сигмы — Маверика, спровоцировавшего инцидент с «Евразией». Айзок теряет сознание окончательно, прежде чем успевает сообщить Зеро нечто важное.
Сигма пробуждается в незавершённом состоянии, обезвреживает Гейта и атакует. Если Икс побеждает Сигму и ранее одержал победу над Кошмаром Зеро, Зеро находится рядом с Иксом, когда тот спасает Гейта, чтобы Алия могла попытаться восстановить его. Если Икс побеждает Сигму, но не победил Кошмар Зеро, то в концовке рядом с Иксом находится Алия, которая благодарит его за спасение Гейта. Зеро тогда показан живым, но оставляет сражения Иксу. Если Зеро побеждает Сигму, некий неизвестный учёный запечатывает Зеро для исследований на следующие 102 года, поскольку Зеро обеспокоен потенциалом своей ДНК и верит, что Икс сможет защитить мир в его отсутствие.

## Разработка
Продюсер серии Кэйдзи Инафунэ не принимал участия в разработке Mega Man X6. Изначально он планировал, что пятая часть серии станет последней из-за гибели Зеро в финале той игры. «Я всегда планировал воскресить Зеро в серии Mega Man Zero, но затем другое подразделение выпускает X6, где Зеро возвращается к жизни, и я подумал: „Что это такое?! Теперь моя история для Зеро не имеет смысла! Зеро воскресили уже дважды!“». Инафунэ также считал, что должен принести извинения поклонникам серии за решение о создании Mega Man X6, хотя к тому моменту серия «начала развиваться в направлении, выходящем из-под [его] контроля».
Художник Харуки Суэцугу, ранее работавший над обеими играми серии Mega Man X для PlayStation, был назначен главным дизайнером персонажей и иллюстратором рекламных материалов Mega Man X6. По словам Суэцугу, разработка игры велась в условиях сжатого временного графика. Среди созданных им образов Гейт был одним из любимых — настолько, что художник был разочарован отсутствием персонажа в последующих частях серии. Дизайн боссов-Мавериков Суэцугу характеризовал как «относительно простой» с единым подходом к их созданию: все они унаследовали от своего создателя Гейта характерные плавники на голове и драгоценный камень на лбу. Другие персонажи также получили уникальные черты: Гейт представлен как «слияние учёного и бойца», Хай Макс задуман «большим и сильным», а Кошмар напоминает структуру ДНК. После событий Mega Man X5 Сигма был специально разработан как «беспорядочное существо». Два доспеха Икса преследовали разные цели: Теневой подчёркивал скрытный подход к бою, а Клинковый создавал впечатление наличия множества оружия.
Игра вышла 29 ноября 2001 года в Японии, 11 декабря 2001 года в Северной Америке и 8 февраля 2002 года в Европе. Музыкальное сопровождение Mega Man X6 было создано композитором Наото Танака. В игре также присутствуют вокальные композиции: вступительные песни «Moon Light» и «The Answer» в исполнении Сётаро Морикубо и финальная тема «I.D.E.A.» группы RoST. Вся инструментальная и вокальная музыка из игры была собрана в альбоме Capcom Music Generation: Rockman X1 ~ X6, выпущенном лейблом Suleputer в 2003 году. Игра не была дублирована ни на один язык, кроме оригинального японского, а в североамериканской и европейской версиях сохранились японские голосовые дорожки с переведёнными английскими субтитрами. Голосовое сопровождение видеозаставок было полностью удалено при переиздании Mega Man X6 в составе Mega Man X Collection для PlayStation 2 и GameCube в Северной Америке в 2006 году, хотя внутриигровые голосовые дорожки сохранились. Игра стала доступна для Windows через Steam, PlayStation 4, Xbox One и Nintendo Switch в составе сборника Mega Man X Legacy Collection 2 24 июля 2018 года по всему миру и 26 июля 2018 года в Японии.

## Критика
| Сводный рейтинг    | Сводный рейтинг |
| Агрегатор          | Оценка          |
| ------------------ | --------------- |
| GameRankings       | 68,74 %         |
| Metacritic         | 65/100          |
| Иноязычные издания |                 |
| Издание            | Оценка          |
| EGM                | 3.5/10          |
| Famitsu            | 28/40           |
| Game Informer      | 6.5/10          |
| GameRevolution     | C−              |
| GameSpot           | 7/10            |
| GameZone           | 8.5/10          |
| IGN                | 8/10            |
| OPM                | 6/10            |

Согласно японскому изданию Famitsu, Mega Man X6 заняла седьмую позицию среди самых продаваемых игр в Японии за неделю выпуска с результатом в 39 318 проданных экземпляров. Dengeki Online отметил, что к концу 2001 года суммарные продажи Mega Man X6 в Японии составили 106 980 копий, что позволило игре занять 109-е место в рейтинге самых продаваемых игр года в регионе. В дальнейшем игра была переиздана в рамках бюджетной серии PlayStation the Best.
Mega Man X6 получила смешанные отзывы критиков со средней оценкой 65 баллов на агрегаторе Metacritic. Игра часто подвергалась критике за чрезмерную сложность, обусловленную плохим дизайном уровней и игровых механик, а также за вторичность сюжета. Джанкарло Варанини из GameSpot выразил разочарование реализацией системы феномена кошмара и сбором предметов, которые добавляли разнообразия и продлевали игровой процесс, но не были существенны для прохождения игры. Он положительно отозвался о музыкальном сопровождении, однако отметил, что визуальное исполнение не соответствовало стандартам, заданным более ранними играми серии. В заключение рецензент указал, что игровой процесс делал игру подходящей только для «хардкорных фанатов Mega Man». Обозреватель IGN отметил, что игровая формула стала повторяющейся, но всё ещё увлекательной, также похвалив саундтрек и высокую реиграбельность. Схожую позицию выразил GameZone, утверждая, что, несмотря на отсутствие существенных инноваций в формуле, не считая нового меча Икса, концепция была хорошо реализована. Gaming Age высоко оценил качество исполнения, создавшее эстетически приятные уровни и видеовставки с хорошим звуковым сопровождением.
Среди наиболее критичных обзоров была рецензия Electronic Gaming Monthly с оценкой 3,5 из 10, где выражалось сожаление о том, как игра негативно повлияла на качество серии Mega Man X. Издание GameRevolution раскритиковало повторяющиеся сюжетные элементы, указав на предысторию Гейта и очередное воскрешение Зеро, а также отметило возросший уровень сложности по сравнению с предыдущими частями. Рецензенты также указали на то, что дизайн боссов не вызывает у игроков достаточной мотивации для противостояния им. По мнению Gaming Age, сложность игры достигла такого уровня, при котором игроки теряют интерес к полному прохождению. GameZone, хотя и выразил смешанные чувства относительно озвучивания и сюжетной линии, высоко оценил звуковое сопровождение и тематические композиции игры.
В ретроспективе издание 1UP.com охарактеризовало Mega Man X6 как «небрежную», указывая на многочисленные проблемы в её дизайне, такие как повторяющиеся уровни и фоновые изображения. Зоуи Хэндли из Destructoid, несмотря на критику сюжета за переработку событий из предыдущих частей франшизы, отметила, что игровой процесс остался аналогичным старым играм, хотя и выделила плохо реализованную систему спасения Реплоидов, которая фактически вынуждала игрока спасать их всех для прохождения наиболее сложных этапов. Это привело её к тому, что она назвала Mega Man X6 худшей игрой франшизы. Продюсер Capcom Тацуя Китабаяси признал негативную реакцию, которую получила Mega Man X6. Их ответом было то, что игроки хотели бы «лучшую, более новую, более свежую игру Mega Man X», и поэтому они разработали продолжение с переходом на трёхмерную графику. Он добавил: «Не столько исправление ошибок прошлого или обход проблем, возникших с X6, сколько работа над правильной реализацией трёхмерной графики». Это привело к разработке Mega Man X7 как трёхмерной игры.